# Air — Transport Europe
Air — Transport Europe, полное название Air — Transport Europe spol. s r.o., сокращённо ATE — словацкая вертолётная авиакомпания с центром в Попраде. Компания занимается разными видами перевозок: её флот используется в качестве санитарной авиации, а также применяется при строительных работах. Также компания занимается обслуживанием вертолётов компаний Agusta и Bell, а также НЦВ имени Миля и Камова.

## История
Компания была образована в 1991 году с целью предоставления возможностей проведения спасательных операций и воздушной эвакуации в районе Попрад (особенно в Высоких Татрах). В том же году компания начала заниматься воздушными перевозками иного предназначения (лесозаготовки, известкование почв, строительство, сельское хозяйство и т.д.). Штаб компании находится в Попраде, её филиалы (базы санитарной авиации) есть также в городах Братислава, Нитра, Тренчин, Жилина, Банска-Бистрица и Кошице, а также в чешских Оломоуце и Остраве.
С 2011 года компания Air — Transport Europe входит в Международную комиссию по спасению в горах.

## Базы

### Словакия[6]
| Позывной   | Край                   | Центр           | Начало деятельности                    |
| Krištof 01 | Братиславский край     | Братислава      | 15 октября 1990, ATE с 15 августа 2001 |
| Krištof 02 | Банска-Бистрицкий край | Банска-Бистрица | 1 января 1989, ATE с 15 августа 2001   |
| Krištof 03 | Прешовский край        | Попрад          | 8 декабря 1987, ATE с 1 апреля 1995    |
| Krištof 04 | Кошицкий край          | Кошице          | 1 августа 1990, ATE с 1 января 2006    |
| Krištof 05 | Нитранский край        | Нитра           | 1 февраля 2006, ATE с 1 февраля 2006   |
| Krištof 06 | Жилинский край         | Жилина          | 1 июля 1991, ATE с 9 ноября 2009       |
| Krištof 07 | Тренчинский край       | Тренчин         | 1991, повторно открыта 10 декабря 2009 |

### Чехия
| Позывной   | Край                   | Центр   | Начало деятельности                 |
| Kryštof 09 | Оломоуцкий край        | Оломоуц | 1 октября 1990, ATE с 1 января 2017 |
| Kryštof 05 | Моравскосилезский край | Острава | 1 августа 1989, ATE с 1 января 2021 |

## Состав
В первые годы работы авиакомпания ATE использовала арендованный у Správa TANAP французский вертолёт Aérospatiale Alouette III, советские Ми-2 и Ми-8, а также Eurocopter AS 355 и PZL Kania. После испытаний в марте 2003 года в компании появился новый Agusta A109K2, который словаки приобрели у Швейцарии. Позже компания приобрела ещё 8 вертолётов вместо советских Ми. В 2014 году в эксплуатацию был введён новый двухдвигательный вертолёт Bell 429. Спасательные вертолёты Ми-8 (борт OM-EVA) и Eurocopter AS 355 (борт OM-ATH) используются в коммерческих целях.
Список используемых вертолётов приведён в таблице по состоянию на 2 июня 2021 года.
| Модель              | Фото     | Варианты                                                      | Кол-во   | Борт                                                    | Примечания |
| Самолёты            | Самолёты | Самолёты                                                      | Самолёты | Самолёты                                                | Самолёты |
| ------------------- | -------- | ------------------------------------------------------------- | -------- | ------------------------------------------------------- | --- |
| Cessna Citation 550 |          | Citation 550 Bravo                                            | 1        | OM-ATN                                                  | Используется в коммерческих рейсах. Ранее был выведен из обслуживания аналогичный борт OM-ATS. |
| Вертолёты           |          |                                                               |          |                                                         | |
| Agusta A109         |          | Agusta A109K2                                                 | 8        | OM-ATA OM-ATD OM-ATE OM-ATG OM-ATJ OM-ATK OM-ATL OM-ATP | Используются спасательными службами. Борты OM-ATB и OM-ATC были потеряны в результате авиакатастроф. Борт OM-ATF выведен в 2020 году из эксплуатации, его каркас 3 июня 2021 года установлен рядом с аэродромом Попрад-Татры. |
| Bell 429            |          | Bell 429                                                      | 3        | OM-ATM OM-ATT OM-ATU                                    | Используются спасательными службами. Борт OM-ATR был введён в эксплуатацию в августе 2016 года, но разбился 7 сентября 2016 года при Стрельниках.                                                                             |
| Eurocopter AS 355   |          | AS 355N Ecureuil 2                                            | 1        | OM-ATH                                                  | Используется в коммерческих рейсах. |
| Ми-8                |          | Ми-8МТВ-1                                                     | 1        | OM-ATI                                                  | Используется для выполнения специальных полётных заданий. Борт OM-EVA передан компании TECH-MONT Helicopter company, s.r.o.                                                                                                   |
| Eurocopter EC135    |          | Eurocopter EC135 P2+ Eurocopter EC135 T2 Eurocopter EC135 T2+ | 1        | OM-ATS OM-ATW OM-ATQ                                    | Используются спасательными службами. Владелец вертолётов — Air Transport Trading. Борт OM-ATW базируется в Оломоуце, борт OM-ATQ — в Остраве, борт OM-ATS — в Тренчине.                                                       |

## Галерея

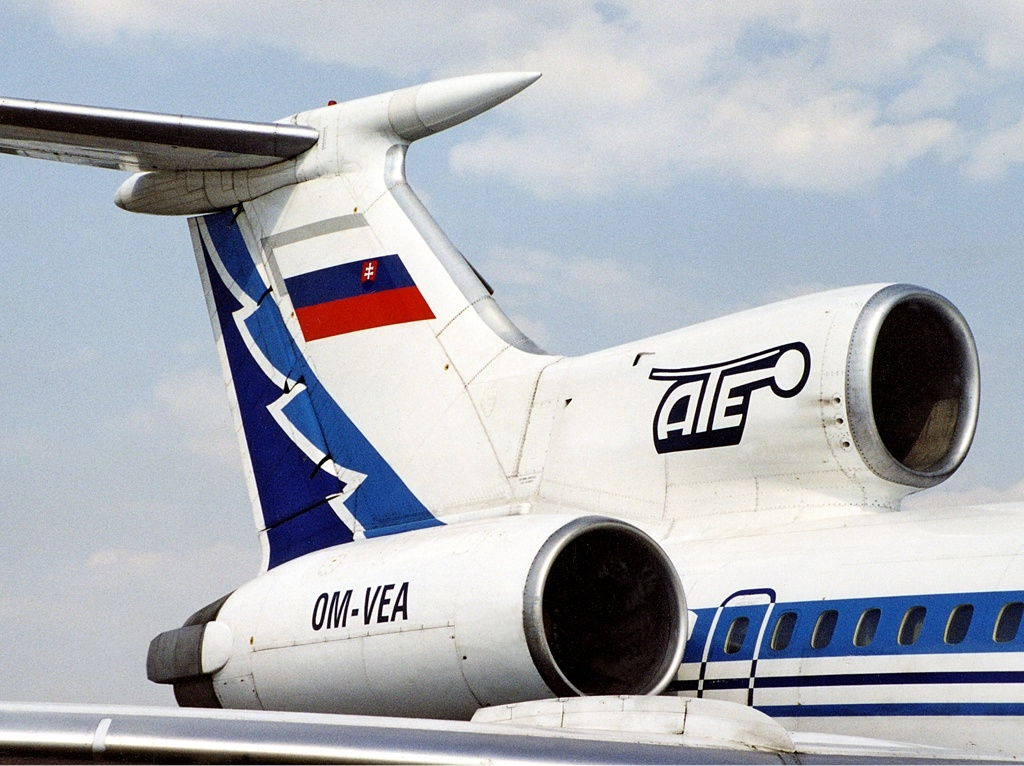
Ту-154М с прежним логотипом ATE (был сбит 4 октября 2001 года)
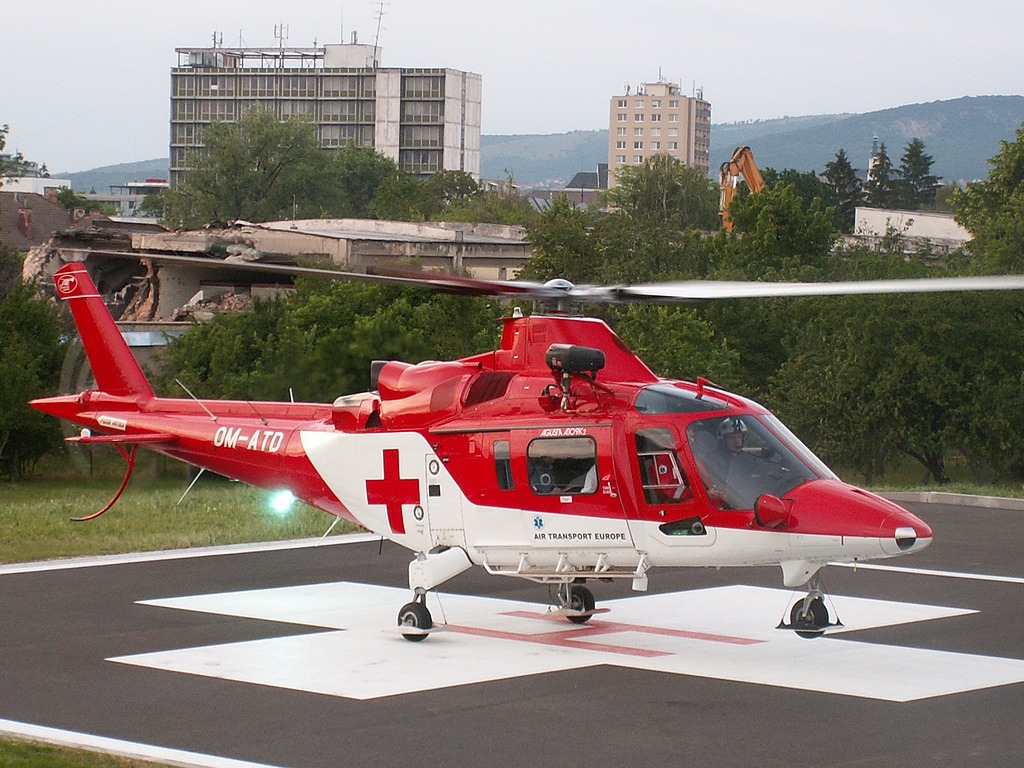
Agusta A109K2 в Нитре
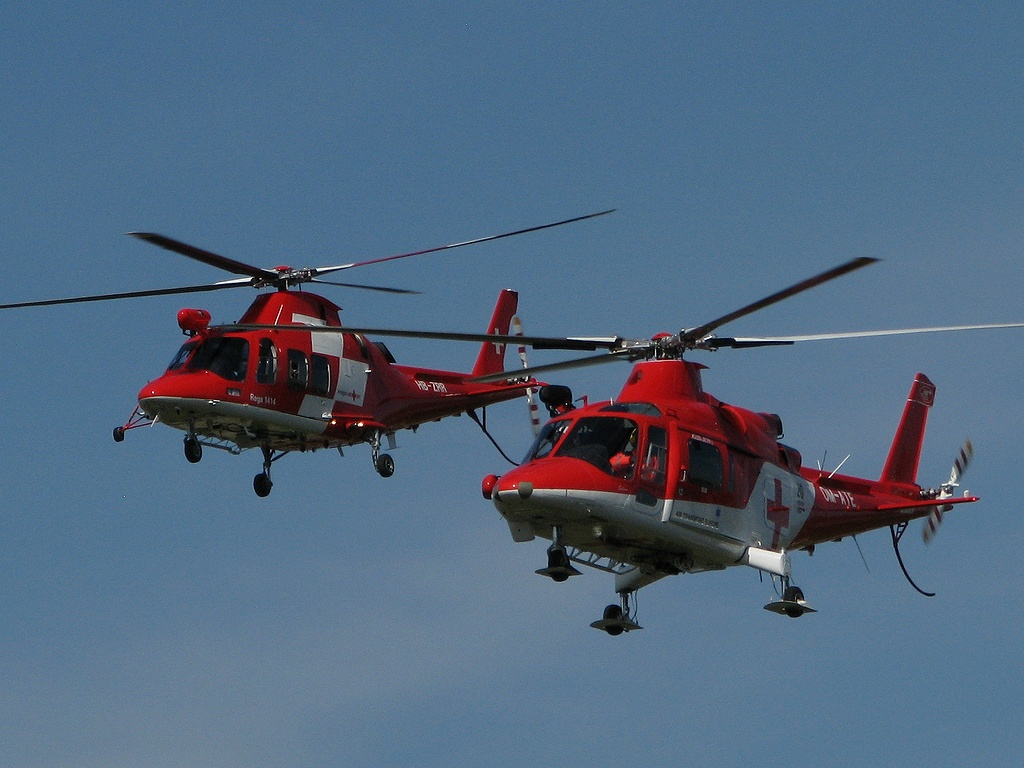
Вертолёты авиакомпаний ATE и Rega
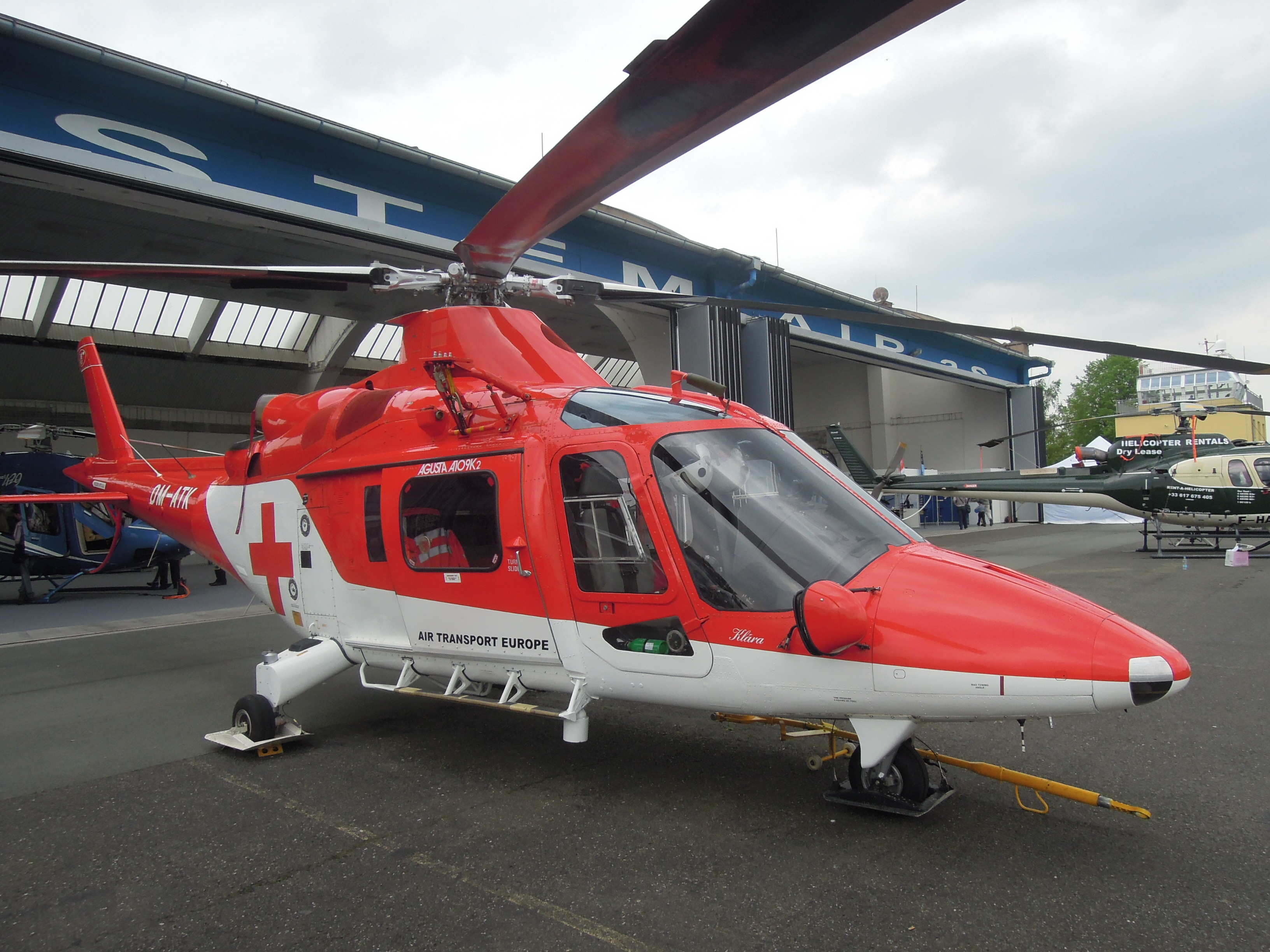
Agusta A109K2
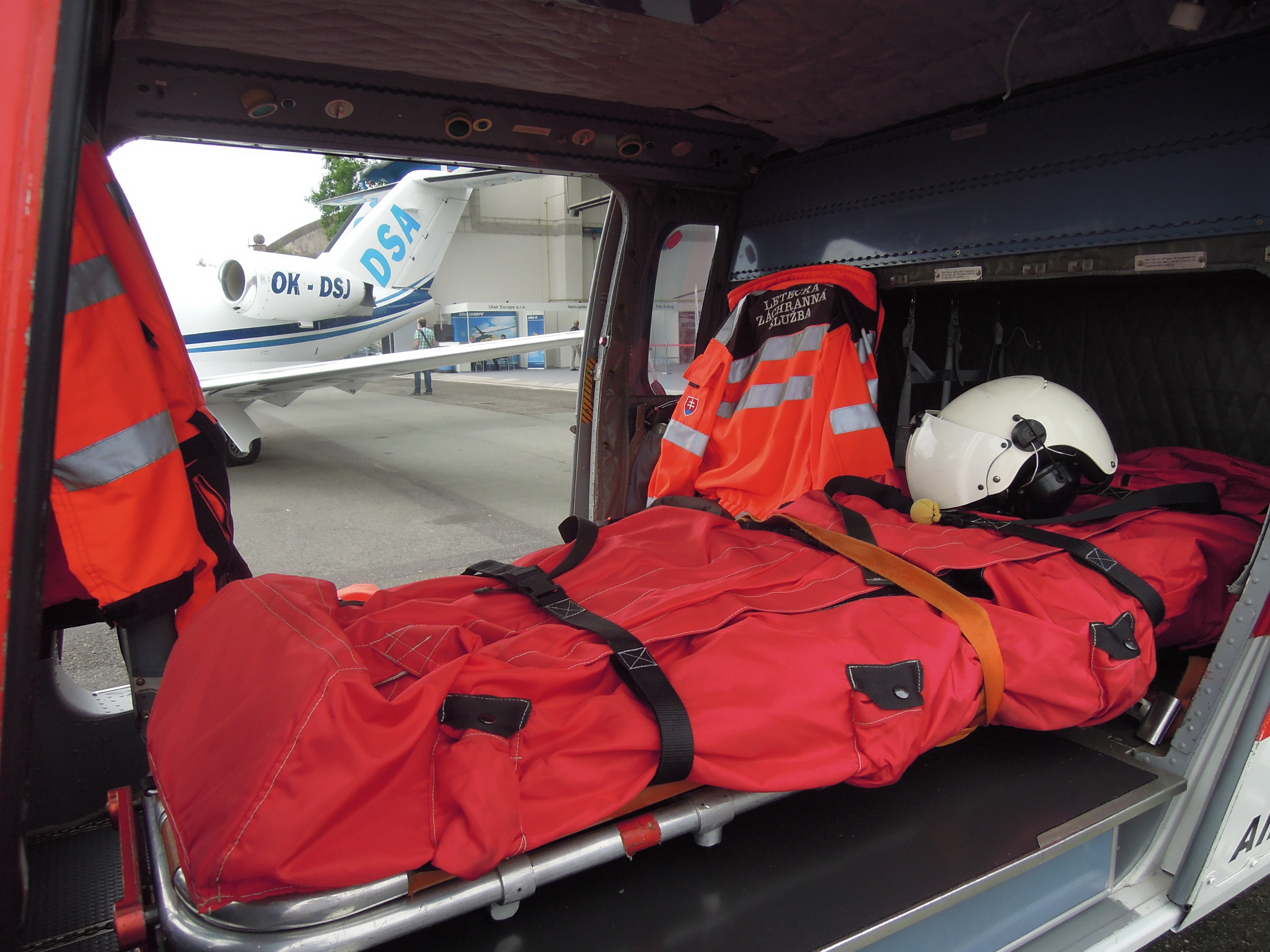
Снаряжение спасателя в Agusta A109K2
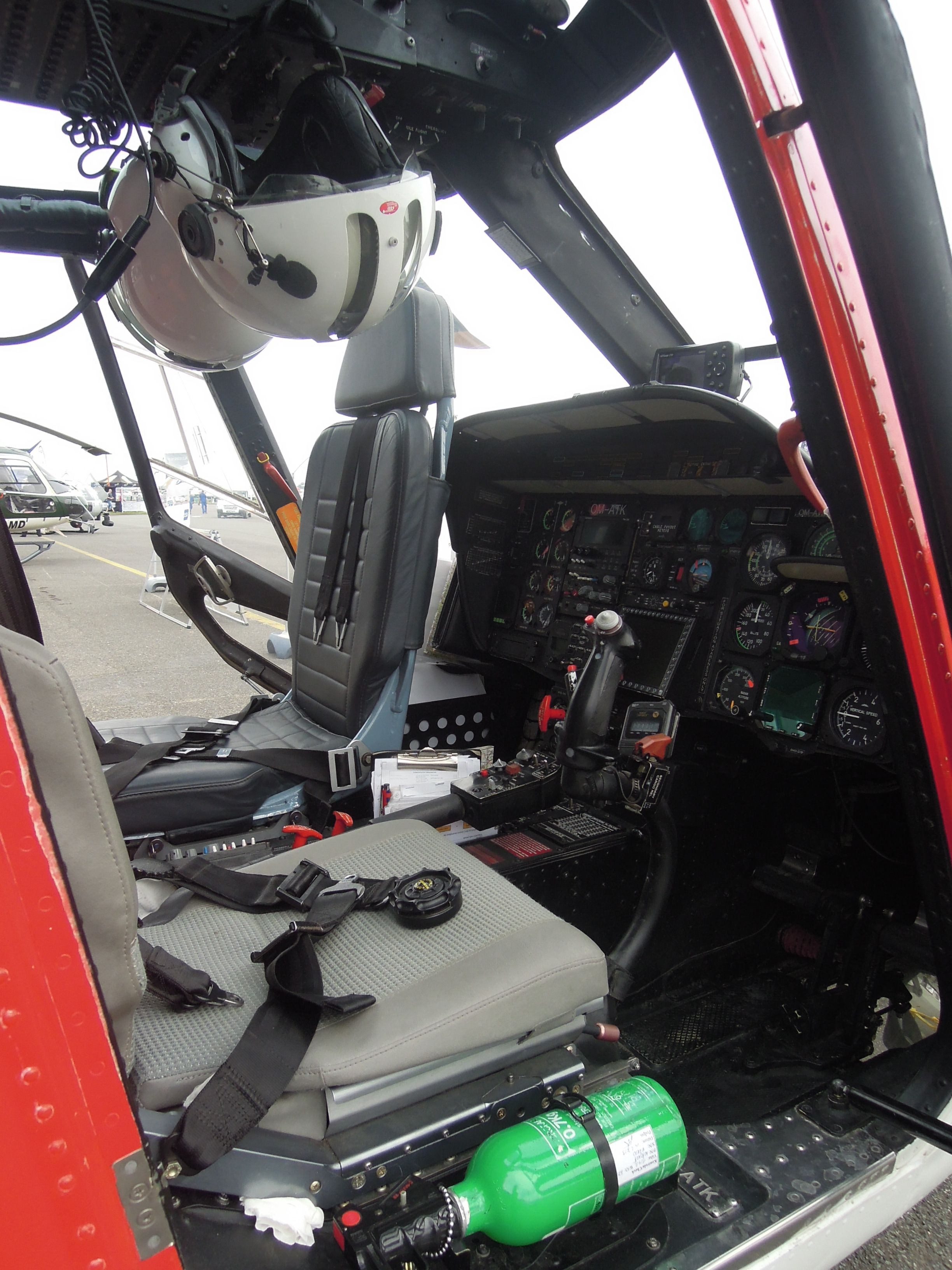
Кабина вертолёта Agusta A109K2